# Czarny Legion (polska organizacja konspiracyjna)

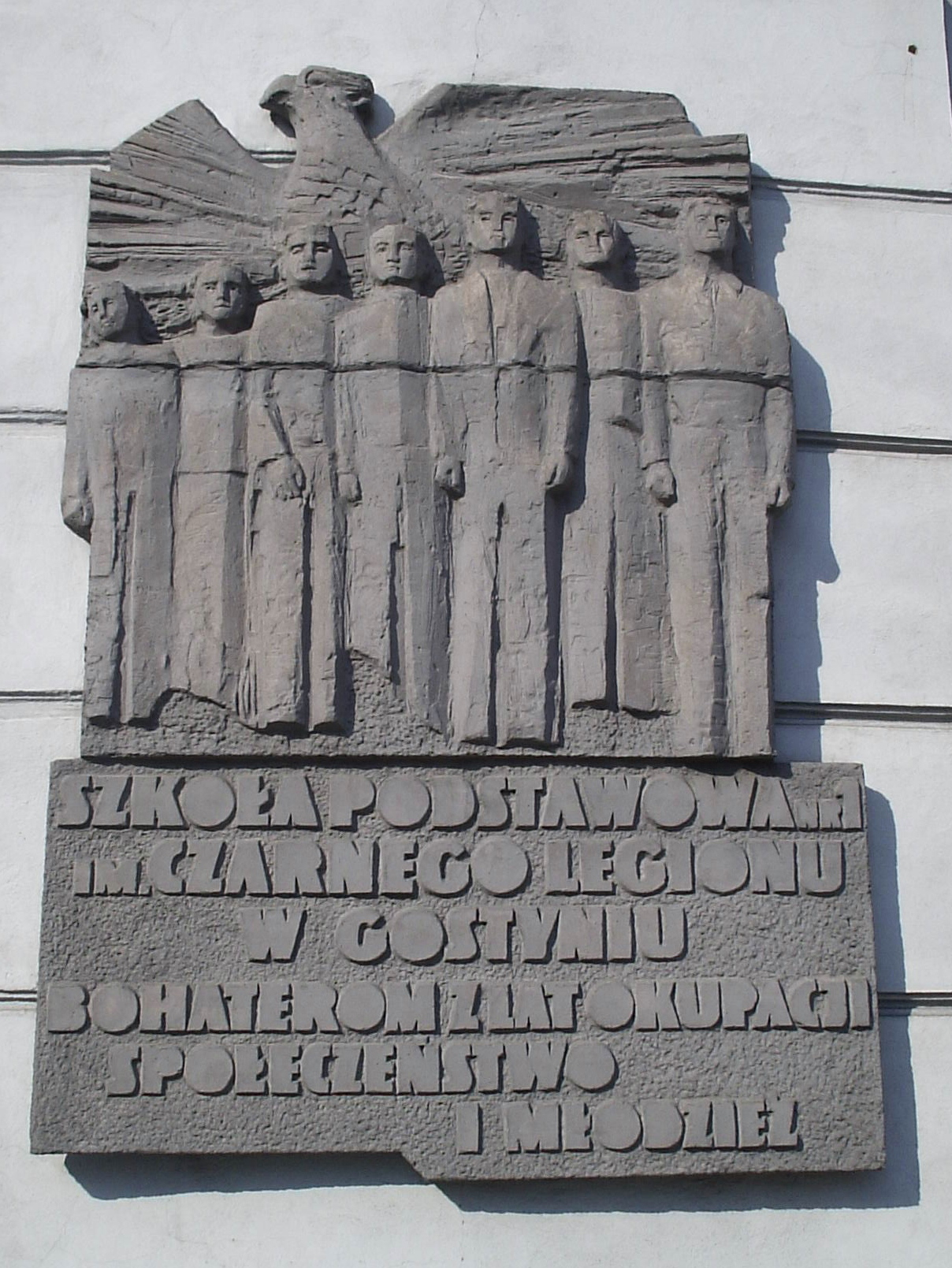
Tablica pamiątkowa na dawnym budynku Szkoły Podstawowej nr 1 im. Czarnego Legionu w Gostyniu)

Czarny Legion – polska organizacja konspiracyjna w okresie II wojny światowej, założona w Gostyniu a działająca na obszarze południowej Wielkopolski.
Czarny Legion założony został w marcu 1940 r. Jego członkowie rekrutowali się początkowo głównie spośród robotników  miejscowej huty szkła. Powodem zainicjowania działalności konspiracyjnej w Gostyniu był nasilający się na tym obszarze terror niemiecki. Wokół organizacji szybko powstała sieć powiązań z wielkopolskim podziemiem konspiracyjnym. Dowódcą Czarnego Legionu był Marian Marciniak. Organizacja została rozbita w r. 1941 przez wywiad niemiecki.
Po wojnie na rzecz upamiętnienia pomordowanych czarnolegionistów działał między innymi zmarły w 2017 roku Marian Sobkowiak.

## Literatura
- Jerzy Zielonka, Czarny Legion, Gostyń 1990